# Governatore dell'Alabama

Stendardo del Governatore

Il Governatore dell'Alabama (in inglese: Governor of Alabama) è il capo del governo dello stato statunitense dell'Alabama e il comandante in capo dell'Alabama National Guard, la forza armata dello stato. Il governatore ha il compito di far applicare le leggi, il potere di approvare o porre il veto sulle leggi approvate dal parlamento dell'Alabama, di convocare quest'ultimo e di concedere la grazia, ad eccezione dei casi di impeachment.
La prima Costituzione dell'Alabama, del 1819, creò l'ufficio di governatore come carica di due anni, che non poteva essere ottenuta dalla stessa persona per più di quattro anni ogni sei; la costituzione del 1868 lasciò cadere quest'ultimo punto. La costituzione attuale, del 1901, incrementò il mandato a quattro anni, ma proibì ai governatori di succedere a sé stessi; nel 1968 la costituzione è stata emendata per permettere ai governatori di ottenere un secondo mandato. La stessa costituzione fissa l'inizio del mandato dal secondo martedì del gennaio successivo all'elezione.
La carica di vicegovernatore fu creata nel 1868, abolita nel 1875 e ricreata nel 1901. Attualmente, se il governatore è fuori dallo stato per più di venti giorni, il vicegovernatore diventa governatore provvisorio, e se la carica si rende vacante diventa governatore. Il governatore e il vicegovernatore sono eletti indipendentemente.
Vi sono stati ufficialmente 54 governatori dello stato dell'Alabama; questo numero non include i governatori militari e quelli provvisori. Il primo governatore, William Wyatt Bibb, fu inoltre l'unico governatore del territorio dell'Alabama. Cinque persone sono state governatori provvisori; quattro hanno invece ricoperto la carica in più mandati non consecutivi (Bibb Graves, James E. Folsom, Sr. e Forrest H. James due, George Wallace tre), mentre William D. Jelks agì come governatore per due mandati non consecutivi, ma il primo come governatore provvisorio. L'uomo che ricoprì la carica per più tempo fu George Wallace, che fu governatore per sedici anni, mentre il governo più corto (a parte i provvisori) fu di Hugh McVay, che ricoprì la carica per quattro mesi e mezzo dopo aver rimpiazzato il dimissionario Clement C. Clay. Lurleen Wallace, moglie di George Wallace, è stata la prima donna ad essere governatore dell'Alabama.
Attualmente, il governatore in carica è la repubblicana Kay Ivey.

## Lista dei governatori

### Governatore del Territorio di Alabama
Il territorio dell'Alabama fu formato il 3 marzo 1817 da parte territorio prima appartenente al territorio del Mississippi. L'unico governatore del territorio, prima che diventasse uno stato nel 1819, fu William Wyatt Bibb, che rimase in carica tra il 6 marzo 1817 e il 14 dicembre 1819.

### Stato dell'Alabama
Partiti politici: 

  Democratico-Repubblicano (3) 
  Democratico (47) 
  Indipendente (1) 
  Whig (2) 
  Repubblicano (7)
| #  | Foto                             | Governatore o governatrice       | Mandato          | Mandato                              | Termini | Termini            | Vicegovernatore       | Vicegovernatore               |
| #  | Foto                             | Governatore o governatrice       | Inizio           | Termine                              | N.      | Elezione           | Vicegovernatore       | Vicegovernatore               |
| -- | -------------------------------- | -------------------------------- | ---------------- | ------------------------------------ | ------- | ------------------ | --------------------- | ----------------------------- |
| 1  |                                  | William Wyatt Bibb (1781-1820)   | 14 dicembre 1819 | 10 luglio 1820 (deceduto)            | 1⁄2     | 1819               | carica inesistente    | carica inesistente            |
| 2  |                                  | Thomas Bibb (1783-1839)          | 10 luglio 1820   | 9 novembre 1821                      | 1⁄2     | —                  | carica inesistente    | carica inesistente            |
| 3  |                                  | Israel Pickens (1780-1827)       | 9 novembre 1821  | 25 novembre 1825                     | 1       | 1821               | carica inesistente    | carica inesistente            |
| 3  | 2                                | Israel Pickens (1780-1827)       | 9 novembre 1821  | 25 novembre 1825                     | 1823    |                    | carica inesistente    | carica inesistente            |
| 4  |                                  | John Murphy (1786-1841)          | 25 novembre 1825 | 25 novembre 1829                     | 1       | 1825               | carica inesistente    | carica inesistente            |
| 4  | 2                                | John Murphy (1786-1841)          | 25 novembre 1825 | 25 novembre 1829                     | 1827    |                    | carica inesistente    | carica inesistente            |
| 5  |                                  | Gabriel Moore (1785-1845)        | 25 novembre 1829 | 3 marzo 1831 (dimessosi)             | 1⁄2     | 1829               | carica inesistente    | carica inesistente            |
| 6  |                                  | Samuel B. Moore (1789-1846)      | 3 marzo 1831     | 26 novembre 1831                     | 1⁄2     | —                  | carica inesistente    | carica inesistente            |
| 7  |                                  | John Gayle (1792-1859)           | 26 novembre 1831 | 21 novembre 1835                     | 1       | 1831               | carica inesistente    | carica inesistente            |
| 7  | 2                                | John Gayle (1792-1859)           | 26 novembre 1831 | 21 novembre 1835                     | 1833    |                    | carica inesistente    | carica inesistente            |
| 8  |                                  | Clement Comer Clay (1789-1866)   | 21 novembre 1835 | 17 luglio 1837 (dimessosi)           | 1⁄2     | 1835               | carica inesistente    | carica inesistente            |
| 9  |                                  | Hugh McVay (1766-1851)           | 17 luglio 1837   | 30 novembre 1837                     | 1⁄2     | —                  | carica inesistente    | carica inesistente            |
| 10 |                                  | Arthur P. Bagby (1794-1858)      | 30 novembre 1837 | 22 novembre 1841                     | 1       | 1837               | carica inesistente    | carica inesistente            |
| 10 | 2                                | Arthur P. Bagby (1794-1858)      | 30 novembre 1837 | 22 novembre 1841                     | 1839    |                    | carica inesistente    | carica inesistente            |
| 11 |                                  | Benjamin Fitzpatrick (1802-1869) | 22 novembre 1841 | 10 dicembre 1845                     | 1       | 1841               | carica inesistente    | carica inesistente            |
| 11 | 2                                | Benjamin Fitzpatrick (1802-1869) | 22 novembre 1841 | 10 dicembre 1845                     | 1843    |                    | carica inesistente    | carica inesistente            |
| 12 |                                  | Joshua L. Martin (1799-1856)     | 10 dicembre 1845 | 16 dicembre 1847                     | 1       | 1845               | carica inesistente    | carica inesistente            |
| 13 |                                  | Reuben Chapman (1799-1882)       | 16 dicembre 1847 | 17 dicembre 1849                     | 1       | 1847               | carica inesistente    | carica inesistente            |
| 14 |                                  | Henry W. Collier (1801-1855)     | 17 dicembre 1849 | 20 dicembre 1853                     | 1       | 1849               | carica inesistente    | carica inesistente            |
| 14 | 2                                | Henry W. Collier (1801-1855)     | 17 dicembre 1849 | 20 dicembre 1853                     | 1851    |                    | carica inesistente    | carica inesistente            |
| 15 |                                  | John A. Winston (1812-1871)      | 20 dicembre 1853 | 1º dicembre 1857                     | 1       | 1853               | carica inesistente    | carica inesistente            |
| 15 | 2                                | John A. Winston (1812-1871)      | 20 dicembre 1853 | 1º dicembre 1857                     | 1855    |                    | carica inesistente    | carica inesistente            |
| 16 |                                  | Andrew B. Moore (1807-1873)      | 1º dicembre 1857 | 2 dicembre 1861                      | 1       | 1857               | carica inesistente    | carica inesistente            |
| 16 | 2                                | Andrew B. Moore (1807-1873)      | 1º dicembre 1857 | 2 dicembre 1861                      | 1855    |                    | carica inesistente    | carica inesistente            |
| 17 |                                  | John Gill Shorter (1818-1872)    | 2 dicembre 1861  | 1º dicembre 1863                     | 1       | 1861               | carica inesistente    | carica inesistente            |
| 18 |                                  | Thomas H. Watts (1819-1892)      | 1º dicembre 1863 | 1º maggio 1865 (arrestato)           | 1⁄2     | 1819               | carica inesistente    | carica inesistente            |
| —  | vacante                          | vacante                          | 1º maggio 1865   | 21 giugno 1865                       |         | —                  | carica inesistente    | carica inesistente            |
| 19 |                                  | Lewis E. Parsons (1817-1895)     | 21 giugno 1865   | 13 dicembre 1865                     | 1⁄2     | —                  | carica inesistente    | carica inesistente            |
| 20 |                                  | Robert M. Patton (1809-1885)     | 13 dicembre 1865 | 24 luglio 1868 (limitato nei poteri) |         | 1865               | carica inesistente    | carica inesistente            |
| —  |                                  | Wager Swayne (1834-1902)         | 2 marzo 1867     | 11 gennaio 1868                      |         | —                  | carica inesistente    | carica inesistente            |
| 21 |                                  | William Hugh Smith (1826-1899)   | 24 luglio 1868   | 26 novembre 1870                     | 1       | 1868               | carica inesistente    | carica inesistente            |
| 21 | Andrew J. Applegate (1868-1870†) | William Hugh Smith (1826-1899)   | 24 luglio 1868   | 26 novembre 1870                     | 1       | 1868               |                       |                               |
| 21 | vacante                          | William Hugh Smith (1826-1899)   | 24 luglio 1868   | 26 novembre 1870                     | 1       | 1868               |                       |                               |
| 22 |                                  | Robert B. Lindsay (1824-1902)    | 26 novembre 1870 | 17 novembre 1872                     | 1       | 1870               |                       | Edward H. Moren               |
| 23 |                                  | David P. Lewis (c. 1820-1884)    | 17 novembre 1872 | 24 novembre 1874                     | 1       | 1872               |                       | Alexander McKinstry           |
| 24 |                                  | George S. Houston (1811-1879)    | 24 novembre 1874 | 28 novembre 1878                     | 1       | 1874               |                       | Robert F. Ligon               |
| 24 | 2                                | George S. Houston (1811-1879)    | 24 novembre 1874 | 28 novembre 1878                     | 1876    | carica inesistente | carica inesistente    |                               |
| 25 |                                  | Rufus W. Cobb (1829-1913)        | 28 novembre 1878 | 1º dicembre 1882                     | 1       | carica inesistente | carica inesistente    | 1878                          |
| 25 | 2                                | Rufus W. Cobb (1829-1913)        | 28 novembre 1878 | 1º dicembre 1882                     | 1880    | carica inesistente | carica inesistente    |                               |
| 26 |                                  | Edward A. O'Neal (1818-1890)     | 1º dicembre 1882 | 1º dicembre 1886                     | 1       | carica inesistente | carica inesistente    | 1882                          |
| 26 | 2                                | Edward A. O'Neal (1818-1890)     | 1º dicembre 1882 | 1º dicembre 1886                     | 1884    | carica inesistente | carica inesistente    |                               |
| 27 |                                  | Thomas Seay (1846-1896)          | 1º dicembre 1886 | 1º dicembre 1890                     | 1       | carica inesistente | carica inesistente    | 1886                          |
| 27 | 2                                | Thomas Seay (1846-1896)          | 1º dicembre 1886 | 1º dicembre 1890                     | 1888    | carica inesistente | carica inesistente    |                               |
| 28 |                                  | Thomas G. Jones (1844-1914)      | 1º dicembre 1890 | 1º dicembre 1894                     | 1       | carica inesistente | carica inesistente    | 1890                          |
| 28 | 2                                | Thomas G. Jones (1844-1914)      | 1º dicembre 1890 | 1º dicembre 1894                     | 1892    | carica inesistente | carica inesistente    |                               |
| 29 |                                  | William C. Oates (1835-1910)     | 1º dicembre 1894 | 1º dicembre 1896                     | 1       | carica inesistente | carica inesistente    |                               |
| 30 |                                  | Joseph F. Johnston (1843-1913)   | 1º dicembre 1896 | 1º dicembre 1900                     | 1       | carica inesistente | carica inesistente    | 1896                          |
| 30 | 2                                | Joseph F. Johnston (1843-1913)   | 1º dicembre 1896 | 1º dicembre 1900                     | 1898    | carica inesistente | carica inesistente    |                               |
| 31 |                                  | William J. Samford (1844-1901)   | 1º dicembre 1900 | 11 giugno 1901 (deceduto)            | 1⁄2     | carica inesistente | carica inesistente    | 1900                          |
| 32 |                                  | William D. Jelks (1855-1931)     | 11 giugno 1901   | 14 gennaio 1907                      | 1⁄2     | carica inesistente | carica inesistente    | —                             |
| 32 | 1                                | William D. Jelks (1855-1931)     | 11 giugno 1901   | 14 gennaio 1907                      | 1902    |                    | Russell M. Cunningham |                               |
| 33 |                                  | B. B. Comer (1848-1927)          | 14 gennaio 1907  | 17 gennaio 1911                      | 1       | 1906               |                       | Henry B. Gray                 |
| 34 |                                  | Emmet O'Neal (1853-1922)         | 17 gennaio 1911  | 18 gennaio 1915                      | 1       | 1910               |                       | Walter D. Seed, Sr.           |
| 35 |                                  | Charles Henderson (1860-1937)    | 18 gennaio 1915  | 20 gennaio 1919                      | 1       | 1914               |                       | Thomas Kilby                  |
| 36 |                                  | Thomas Kilby (1865-1943)         | 20 gennaio 1919  | 15 gennaio 1923                      | 1       | 1918               |                       | Nathan Lee Miller             |
| 37 |                                  | William W. Brandon (1868-1934)   | 15 gennaio 1923  | 17 gennaio 1927                      | 1       | 1922               |                       | Charles S. McDowell           |
| 38 |                                  | Bibb Graves (1873-1942)          | 17 gennaio 1927  | 19 gennaio 1931                      | 1       | 1926               |                       | William C. Davis              |
| 39 |                                  | Benjamin M. Miller (1864-1944)   | 19 gennaio 1931  | 14 gennaio 1935                      | 1       | 1930               |                       | Hugh Davis Merrill            |
| 40 |                                  | Bibb Graves (1873-1942)          | 14 gennaio 1935  | 17 gennaio 1939                      | 1       | 1934               |                       | Thomas E. Knight (1935-1937†) |
| 40 | vacante                          | Bibb Graves (1873-1942)          | 14 gennaio 1935  | 17 gennaio 1939                      | 1       | 1934               |                       |                               |
| 41 |                                  | Frank M. Dixon (1892-1965)       | 17 gennaio 1939  | 19 gennaio 1943                      | 1       | 1938               |                       | Albert A. Carmichael          |
| 42 |                                  | Chauncey Sparks (1884-1968)      | 19 gennaio 1943  | 20 gennaio 1947                      | 1       | 1942               |                       | Leven H. Ellis                |
| 43 |                                  | Jim Folsom (1908-1987)           | 20 gennaio 1947  | 15 gennaio 1951                      | 1       | 1946               |                       | James C. Inzer                |
| 44 |                                  | Gordon Persons (1902-1965)       | 15 gennaio 1951  | 17 gennaio 1955                      | 1       | 1950               |                       | James Allen                   |
| 45 |                                  | Jim Folsom (1908-1987)           | 17 gennaio 1955  | 19 gennaio 1959                      | 1       | 1954               |                       | William G. Hardwick           |
| 46 |                                  | John M. Patterson (1921-2021)    | 19 gennaio 1959  | 14 gennaio 1963                      | 1       | 1958               |                       | Albert Boutwell               |
| 47 |                                  | George Wallace (1919-1998)       | 14 gennaio 1963  | 16 gennaio 1967                      | 1       | 1962               |                       | James Allen                   |
| 48 |                                  | Lurleen Wallace (1926-1968)      | 16 gennaio 1967  | 7 maggio 1968 (deceduta)             | 1⁄2     | 1966               |                       | Albert Brewer                 |
| 49 |                                  | Albert Brewer (1928-2017)        | 7 maggio 1968    | 18 gennaio 1971                      | 1⁄2     | —                  | vacante               | vacante                       |
| 50 |                                  | George Wallace (1919-1998)       | 18 gennaio 1971  | 15 gennaio 1979                      | 1       | 1970               |                       | Jere Beasley                  |
| 50 | 2                                | George Wallace (1919-1998)       | 18 gennaio 1971  | 15 gennaio 1979                      | 1974    |                    |                       | Jere Beasley                  |
| 51 |                                  | Fob James (1934-)                | 15 gennaio 1979  | 17 gennaio 1983                      | 1       | 1978               |                       | George McMillan               |
| 52 |                                  | George Wallace (1919-1998)       | 17 gennaio 1983  | 19 gennaio 1987                      | 1       | 1982               |                       | Bill Baxley                   |
| 53 |                                  | H. Guy Hunt (1933-2009)          | 19 gennaio 1987  | 22 aprile 1993 (destituito)          | 1       | 1986               |                       | Jim Folsom, Jr.               |
| 53 | 1⁄2                              | H. Guy Hunt (1933-2009)          | 19 gennaio 1987  | 22 aprile 1993 (destituito)          | 1990    |                    |                       | Jim Folsom, Jr.               |
| 53 | 1⁄2                              | H. Guy Hunt (1933-2009)          | 19 gennaio 1987  | 22 aprile 1993 (destituito)          | 1990    | vacante            |                       |                               |
| 54 |                                  | Jim Folsom Jr. (1949-)           | 22 aprile 1993   | 16 gennaio 1995                      | 1⁄2     | —                  |                       |                               |
| 55 |                                  | Fob James (1934-)                | 16 gennaio 1995  | 18 gennaio 1999                      | 1       | 1994               |                       | Don Siegelman                 |
| 56 |                                  | Don Siegelman (1946-)            | 18 gennaio 1999  | 20 gennaio 2003                      | 1       | 1998               |                       | Steve Windom                  |
| 57 |                                  | Bob Riley (1944-)                | 20 gennaio 2003  | 17 gennaio 2011                      | 1       | 2002               |                       | Lucy Baxley                   |
| 57 | 2                                | Bob Riley (1944-)                | 20 gennaio 2003  | 17 gennaio 2011                      | 2006    |                    | Jim Folsom, Jr.       |                               |
| 58 |                                  | Robert J. Bentley (1943-)        | 17 gennaio 2011  | 10 aprile 2017 (dimessosi)           | 1       | 2010               |                       | Kay Ivey                      |
| 58 | 1⁄2                              | Robert J. Bentley (1943-)        | 17 gennaio 2011  | 10 aprile 2017 (dimessosi)           | 2014    |                    |                       | Kay Ivey                      |
| 59 |                                  | Kay Ivey (1944-)                 | 10 aprile 2017   | in carica                            | 2014    | 1⁄2                | vacante               | vacante                       |
| 59 | 1                                | Kay Ivey (1944-)                 | 10 aprile 2017   | in carica                            | 2018    |                    | Will Ainsworth        |                               |
| 59 | 2                                | Kay Ivey (1944-)                 | 10 aprile 2017   | in carica                            | 2022    |                    | Will Ainsworth        |                               |